# Eucera longicornis

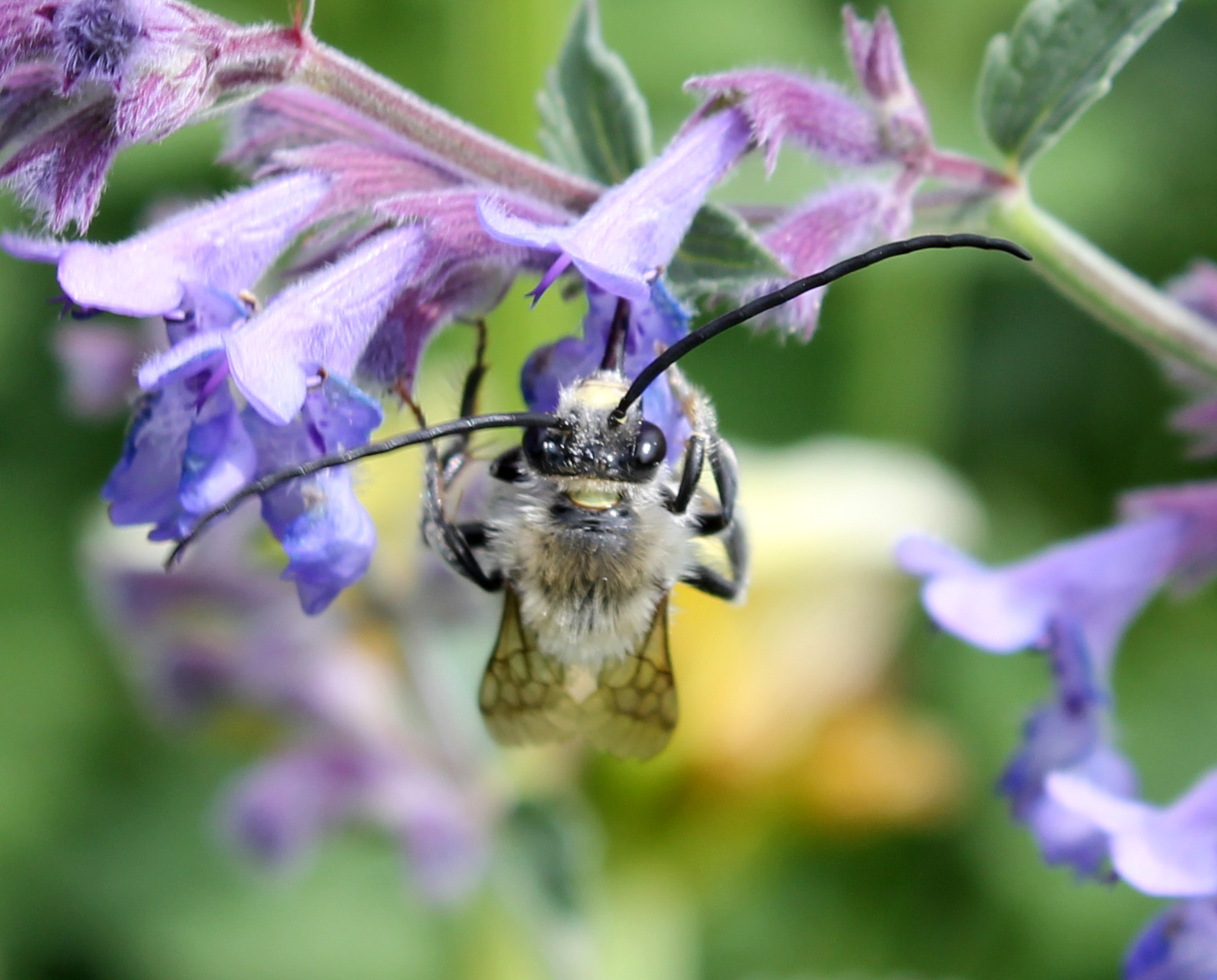
Macho

La abeja de cuernos largos (Eucera longicornis) es una especie de abeja de la familia Apidae, subfamilia Apinae y de la tribu Eucerini.

## Descripción
La cabeza, el tórax y el abdomen de esta especie son negros, el tórax está revestido de pelos suaves de color marrón pálido en su superficie superior, graduándose a amarillentos y gris pálido hacia abajo. En el macho, las antenas son muy largas, tan largas como la cabeza y el cuerpo. Las antenas de la hembra son más cortas.

## Biología
Anidan en el suelo. Pasan el invierno en el nido en estadio de prepupa. Vuelan de mayo a julio. En la región del Mediterráneo el macho poliniza la orquídea Ophrys apifera.

## Distribución y hábitat
Esta abeja se encuentra en la región paleártica, desde Europa occidental hasta el este de Siberia y China. En Gran Bretaña se distribuye de forma irregular en el sur de Inglaterra y Gales. En ciertos lugares puede ser bastante numerosa y tiende a anidar en agregaciones. Por lo general, está presente cerca de la costa, en áreas abiertas y, a veces, en brezales.